# Cs. Sós Ágnes
Csemiczky Ödönné Sós Ágnes (Budapest, 1925. június 22. – Budapest, 1993. május 26.) régész.

## Élete
Sós István, az Országos Magyar Tejszövetkezeti Központ igazgatója és Keményfy Margit gyermeke. 1952-ben ment férjhez Csemiczky Ödönhöz. Házasságából egy fia született, Csemiczky Miklós Erkel Ferenc-díjas zeneszerző.
1943-ban a budapesti Szent Margit Leánygimnáziumban érettségizett, majd 1950-ben az Eötvös Loránd Tudományegyetem népvándorláskori régész szakos muzeológus oklevelet szerzett. 1959-ben doktorált. A Tudományos Minősítő Bizottságon (TMB) Perényi József aspiránsaként 1966-ban megszerezte a történelem (régészet) tudományok kandidátusa fokozatot.
Egyetlen munkahelye a Magyar Nemzeti Múzeum Régészeti Osztálya volt, ahol 1950–1964 között tudományos munkatársként, 1964-től tudományos főmunkatársként dolgozott. Gyermekbénulás következtében 1959-ben súlyosan megbetegedett, mindkét lába megbénult, de tudományos munkásságát szívós kitartással és igen nagy akaraterővel folytatta.
A kora középkor régészetével foglalkozott. Zalavárott 1951–1964 között, Fehér Géza munkatársaként részt vett a középkori szláv településközpont feltárásában, majd több avar kori temető leletmentő feltárását végezte (1955 Kecel, Üllő; 1958 Oroszlány; 1961 Szigetmonostor). 1963-1969 között Pókaszepetken tárt fel temetőt, majd az 1970-es években ismét Zalavárott ásatott, ahol egy palánkfalu-erődítésrendszert és egy hatalmas, háromhajós bazilika maradványait tárta fel. A kis-balatoni tározó létesítésével kapcsolatos leletmentések során Esztergályhorváti-Huszárvár lelőhelyen, 1983-ban 12. századi templomot és a körülötte fekvő többrétegű temetőt ásatta. Ötévi ásató munkájának eredményeképpen 1990–1993 között Zalavár-Várszigeten palánkfalú erődítésrendszer, valamint egy hatalmas, háromhajós bazilika maradványai, egy kör alakú kripta és téglasírok kerültek napvilágra.
Kutatásai alapvető jelentőségűek a 9. századi Dunántúl szláv népességére vonatkozóan.
Cs. Sós Ágnes haláláig aktívan részt vett a Magyar Tudományos Akadémia Régészeti Bizottságának munkásságában. A Német Régészeti Intézet levelező tagja, illetve a Szláv Nemzetközi Unió állandó tanácsának tagja volt.

## Elismerései
- 1977 Kuzsinszky Bálint-emlékérem
- 1992 Rómer Flóris-emlékérem

## Művei
- 1955 Le deuxième cimitiére avare d’Üllő. Acta Archaeologica
- 1958 A keceli avarkori temetők. Régészeti Füzetek
- 1961 Das frühmittelalterliche Gräberfeld von Keszthely-Fenékpuszta. Acta Archaeologica
- 1963 Das Ausgrabungen Géza Fehérs in Zalavár. Budapest.
- 1965 A Dunántúl 9. századi szláv népessége. Kandidátusi értekezés. Budapest.
- 1967 A dunaszekcsői avar temető. Folia Archaeologica
- 1968 Bericht über die Ergebnisse der Ausgrabung von Zalavár-Récéskút in den Jahren 1961–1963. Acta Archaeologica
- 1973 Die slawische Bevölkerung Westungarns im 9. Jahrhundert. München.
- 1985 Zalavár a középkorban. Zalaegerszeg.
- 1986 Die neueren Ausgrabungen von Mosaburg-Zalavár. Cirill és Metód tevékenysége Pannóniában. Budapest.
- 1986 Neuere archäologische Angaben zur Frage der Kirchen von Mosaburg-Zalavár des 9. Jahrhunderts. Szlávok, protobolgárok, Bizánc. Szeged.
- 1988 Zalavár-Kövecses. Ausgrabungen 1976–78. Budapest.
- 1995 Cemeteries of the Early Middle Ages – 6th–9th Centuries A. D. – at Pókaszepetk. Budapest. (tsz. Salamon Ágnes)